# Temporada 1966-67 de los New York Knicks
La temporada 1966-67 fue la vigésimo primera de los New York Knicks en la NBA. La temporada regular acabó con 36 victorias y 45 derrotas, ocupando el cuarto puesto de la división, clasificándose para los playoffs, en los que cayeron en las semifinales de división ante Boston Celtics.

## Elecciones en elDraft
| Ronda | Puesto | Jugador        | Posición | Nacionalidad   | Universidad    |
| ----- | ------ | -------------- | -------- | -------------- | -------------- |
| 1     | 1      | Cazzie Russell | G/F      | Estados Unidos | Michigan       |
| 2     | 11     | Henry Akin     | F/C      | Estados Unidos | Morehead State |
| 8     | 69     | Mike Silliman  | F        | Estados Unidos | Army           |
| 9     | 78     | Bill Turner    | F        | Estados Unidos | Akron          |
| 12    | 98     | Dave Deutsch   | G        | Estados Unidos | Rochester*     |

## Temporada regular
| División Este        | División Este | División Este | División Este | División Este | División Este | División Este | División Este | División Este |
| Equipo               | G             | P             | %             | PD            | Casa          | Fuera         | Neutral       | Div           |
| -------------------- | ------------- | ------------- | ------------- | ------------- | ------------- | ------------- | ------------- | ------------- |
| x-Philadelphia 76ers | 68            | 13            | .840          | –             | 28–2          | 26–8          | 14–3          | 28–8          |
| x-Boston Celtics     | 60            | 21            | .741          | 8             | 27–4          | 25–11         | 8–6           | 30–6          |
| x-Cincinnati Royals  | 39            | 42            | .481          | 29            | 20–11         | 12–24         | 7–7           | 14–22         |
| x-New York Knicks    | 36            | 45            | .444          | 32            | 20–15         | 9–24          | 7–6           | 11–25         |
| Baltimore Bullets    | 20            | 61            | .247          | 48            | 12–20         | 3–30          | 5–11          | 7–29          |

## Playoffs

### Semifinales de División
Boston Celtics vs. New York Knicks 
| Fecha       | Partido                                 | Ciudad     |
| ----------- | --------------------------------------- | ---------- |
| 21 de marzo | Boston Celtics 140, New York Knicks 110 | Boston     |
| 25 de marzo | New York Knicks 108, Boston Celtics 115 | Nueva York |
| 26 de marzo | Boston Celtics 112, New York Knicks 123 | Boston     |
| 28 de marzo | New York Knicks 109, Boston Celtics 118 | Nueva York |
|             | Boston Celtics gana las series 3-1      |            |

## Estadísticas
| Rk | Jugador          | Edad | P  | PT | MP   | TC  | TCI  | %TC  | TL  | TLI | %TL  | RB   | AS  | FP  | PTS  |
| 1  | Walt Bellamy     | 27   | 79 |    | 38.1 | 7.2 | 13.7 | .521 | 4.7 | 7.3 | .636 | 13.5 | 2.6 | 3.5 | 19.0 |
| 2  | Dick Van Arsdale | 23   | 79 |    | 36.6 | 5.2 | 11.6 | .449 | 4.7 | 6.4 | .729 | 7.0  | 3.1 | 3.3 | 15.1 |
| 3  | Willis Reed      | 24   | 78 |    | 36.2 | 8.1 | 16.6 | .489 | 4.6 | 6.2 | .735 | 14.6 | 1.6 | 3.8 | 20.9 |
| 4  | Howard Komives   | 25   | 65 |    | 35.1 | 6.2 | 15.3 | .404 | 3.3 | 3.9 | .858 | 2.8  | 6.2 | 3.3 | 15.7 |
| 5  | Dick Barnett     | 30   | 67 |    | 29.4 | 6.8 | 14.2 | .478 | 3.4 | 4.4 | .783 | 3.4  | 2.4 | 2.8 | 17.0 |
| 6  | Em Bryant        | 28   | 63 |    | 25.3 | 3.7 | 9.2  | .409 | 1.2 | 1.8 | .649 | 4.3  | 3.5 | 3.7 | 8.7  |
| 7  | Dave Stallworth  | 25   | 76 |    | 24.9 | 5.0 | 10.7 | .466 | 3.0 | 4.2 | .716 | 6.2  | 1.9 | 3.0 | 13.0 |
| 8  | Cazzie Russell   | 22   | 77 |    | 22.0 | 4.5 | 10.2 | .436 | 2.3 | 3.0 | .785 | 3.3  | 2.4 | 2.3 | 11.3 |
| 9  | Neil Johnson     | 23   | 51 |    | 10.2 | 1.2 | 3.4  | .345 | 1.1 | 1.7 | .663 | 3.3  | 0.7 | 2.0 | 3.4  |
| 10 | Freddie Crawford | 25   | 19 |    | 10.1 | 2.3 | 6.1  | .379 | 1.3 | 2.0 | .632 | 2.5  | 0.6 | 2.1 | 5.9  |
| 11 | Henry Akin       | 22   | 50 |    | 9.1  | 1.7 | 4.6  | .361 | 0.5 | 0.7 | .703 | 2.4  | 0.5 | 1.6 | 3.8  |
| 12 | Wayne Molis      | 23   | 13 |    | 5.8  | 1.5 | 3.9  | .373 | 0.5 | 1.0 | .538 | 1.7  | 0.2 | 0.7 | 3.5  |
| 13 | Dave Deutsch     | 21   | 19 |    | 4.9  | 0.3 | 1.9  | .167 | 0.5 | 1.1 | .450 | 1.1  | 0.8 | 0.9 | 1.1  |

## Galardones y récords
| Jugador        | Galardón                              |
| Cazzie Russell | Mejor quinteto de rookies de la NBA   |
| Willis Reed    | 2.º mejor quinteto de la NBA All-Star |